# In-der-City-Bus

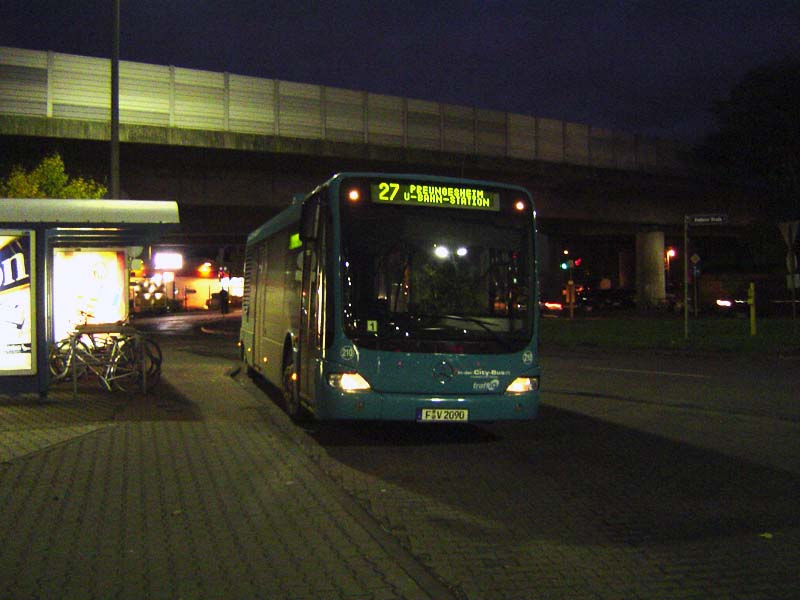
Cito, diese Fahrzeuge wurden 2005 ausgemustert

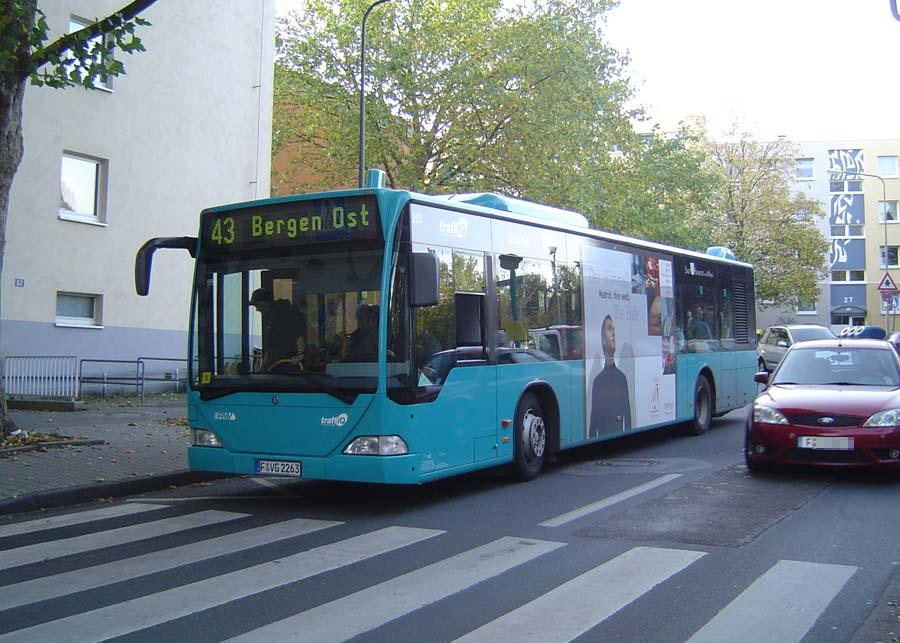
Citaro 263 als Linie 43

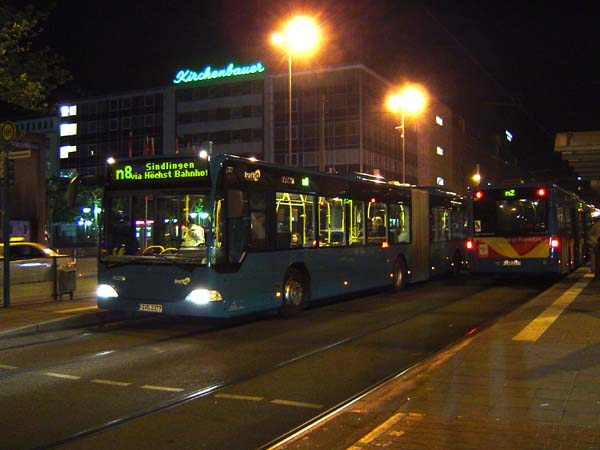
Citaro G 377 als Nachtlinie n8, diese Fahrzeuge werden im Dezember 2011 ausgemustert und durch die neue Generation der Citaro ersetzt

Die In-der-City-Bus GmbH (ICB) wurde im Jahr 1992 von dem Verkehrsunternehmen Sippel mit Sitz in Hofheim am Taunus als 100-prozentige Tochter gegründet. 1999 übernahm die Stadtwerke Verkehrsgesellschaft Frankfurt am Main mbH (VGF) zunächst 51 % der Anteile und kaufte zum 1. Januar 2006 das gesamte Unternehmen, welches nun eine 100-prozentige Tochtergesellschaft der VGF war. Zum 1. September 2014 wurden die Anteile vollständig von der Stadtwerke Frankfurt am Main Holding übernommen.

## Linienausschreibungen
Die ICB hat aktiv an der Ausschreibung der Frankfurter Buslinien durch die lokale Nahverkehrsgesellschaft traffiQ teilgenommen. In den Ausschreibungen gingen das Linienbündel A (Linien 24, 25, 27, 28, 29, 56, 60, 71, 72, 73) an Transdev Rhein-Main, das Linienbündel B an die DB Busverkehr Hessen (inzw. DB Regiobus Mitte), das Bündel C (Linien 33, 35, 37, 51, 52, 61, 68, 78, 79) an Sippel Autobus (bis Dezember 2020) und das Linienbündel E (32, 34, 39, 63, 64, 66, 69). Seit Dezember 2005 betreibt die ICB das Linienbündel D, welches aus folgenden Linien besteht: 30, 31, 36, 38, 42, 43, 44, 75, n1/n11, n2, n3, n4, n5, n62/n63, n7 und n8. Im Dezember 2011 bekam die ICB wieder den Zuschlag für das Linienbündel D, allerdings wurden die Nachtbuslinien entnommen und auch auf die anderen Linienbündel, abhängig vom Zielort, aufgeteilt. Somit enthält das Linienbündel D nur noch die folgenden Bus- und Nachtbuslinien: 30, 31, 36, 38, 42, 43, 44, 75, n5, n62 und n63. Seit Dezember 2015 betreibt die ICB wieder das Linienbündel E. In der Ausschreibung für das Linienbündel B konnte sich die ICB nicht durchsetzen, so dass diese Leistung zum Fahrplanwechsel im Dezember 2014 von der DB Busverkehr Hessen übernommen wurde. Ab Dezember 2020 betreibt die ICB wieder das Bündel C (Linien 33, 35, 37, 51, 52, 61, 68, 78, 79).

## Fuhrpark

### Ehemaliger Fuhrpark
Im Fuhrpark der VGF waren auch Busse von:
- Mercedes-Benz O 405
- Mercedes-Benz Cito
- Mercedes-Benz Citaro, davon 1. Serie (439 bis 491), 2. Serie (201, 203–204, 206–207, 209–210, 212, 214–217, 220)
- Mercedes-Benz Citaro G, davon 1. Serie (345–347, 349–351, 355–362, 364–366)

### Aktueller Fuhrpark
Der Fuhrpark der ICB setzt sich derzeit aus Bussen von Irizar, Mercedes-Benz, Solaris und MAN zusammen.
Zum Eurovision-Song-Contest 2011 verstärkte die ICB die Buslinie 896 in Düsseldorf, die von der Rheinbahn AG bedient wird.
Zum Tag der Deutschen Einheit in Mainz 2017 bediente die ICB i. A. der Mainzer Verkehrsgesellschaft die rechtsrheinischen Linien 54–57.
Der Fuhrpark besteht aktuell aus Solaris Urbino, MAN Lion’s City und EvoBus Citaro G „C2“. Im Jahr 2017 wurden vier gebrauchte EvoBus Citaro „Facelift“ aus Innsbruck erworben. Diese kommen auf den Linien M34, M36, 38, 41, 42, M43, 44 zum Einsatz.
Seit Herbst 2011 befindet sich ein zudem Solaris Urbino 18 Hybrid als Nummer 400 bei der ICB.